# Nuuk Stadion
Nuuk Stadion – wielofunkcyjny stadion w Nuuk, stolicy Grenlandii. Jest obecnie używany głównie dla meczów piłki nożnej. Swoje mecze rozgrywają na nim reprezentacja Grenlandii w piłce nożnej oraz drużyny piłkarskie A.T.A., B-67, Grønlands Seminarius Sportklub, Nagdlunguaq-48 i Nuuk Idraetslag. Stadion ma pojemność do 2000 osób. Posiada sztuczną murawę.